# 詫間町
詫間町（たくまちょう）は、香川県三豊市に存在する地区。また、かつて、香川県三豊郡にあった町。この記事では自治体時代の詫間町、現在の三豊市詫間地区（詫間支所管内）の両方について記述する。
瀬戸内海に突き出たような形の荘内半島を含む風光明媚な地域で、紫雲出山や浦島太郎伝説で知られている。また、町内には有人の粟島、志々島、無人の丸山島を持つ。粟島、志々島までは須田港、宮の下港より連絡船が出ている。
古くから製塩業が盛んであったが、臨海部の開発に取り組み、詫間港を中心とした臨海工業ゾーンを創出している。一方、半島、島しょ部では従来の除虫菊に代わり、マーガレット等の花卉園芸や自然と気候をいかした観光・レジャーに力を注いでいる。
荘内半島を周回する海沿いの道路は眺めがすばらしく、格好のドライブルートとして知られている。

## 地理
北西部に紫雲出山、妙見山を頂く荘内半島を持ち、西側は燧灘に面しており、北部には詫間湾を挟み粟島・志々島が浮かんでおり、その先には備讃瀬戸が広がっている。
また半島の付け根に当たる部分に高瀬川が流れて瀬戸内海に注いでおり、川を挟んで西側には町役場・学校など、東側には詫間駅があり高瀬川の河口部を中心として町の市街地がある。
気候は、温暖、山紫水明の恵まれた自然環境に包まれている。
- 山：紫雲出山、妙見山
- 河川：高瀬川
- 島：志々島、粟島、唐島、丸山島、三玉岩

## 歴史
- 1890年2月15日 - 町村制施行
  - 三野郡詫間村、香田浦、松﨑村が合併し、詫間村（たくまむら）が発足。
  - 三野郡大濱浦、生里浦、箱浦、積浦が合併し、荘内村（しょうないむら）が発足。
  - 三野郡粟嶋、志々嶋が合併し、粟嶋村（あわしまむら）が発足。
- 1899年4月1日 - 三野郡が豐田郡と合併し、三豐郡となる。
- 1942年4月15日 詫間村が町制施行し、詫間町（第1次）となる。
- 1950年3月16日 - 町内に昭和天皇の戦後巡幸。松崎二号塩田に詫間町奉迎場を設けて昭和天皇を迎えた[1]。
- 1955年4月1日 詫間町、荘内村、粟島村が合併し、詫間町（第2次）となる。
- 2006年1月1日 近隣の仁尾町・高瀬町・豊中町・山本町・財田町・三野町と合併し、三豊市となる。

## 浦島太郎伝説
現在の荘内地区は、かつて「浦島」と呼ばれていたことがあり、町内に浦島太郎に由来する地名がいくつか存在する。また、三代目浦島太郎が存在する。
詳細は浦島太郎#香川県三豊市詫間町の浦島伝説を参照。

### 自治体の取り組み
町興しの一環として、浦島太郎関連のモニュメントが数多く作られている。

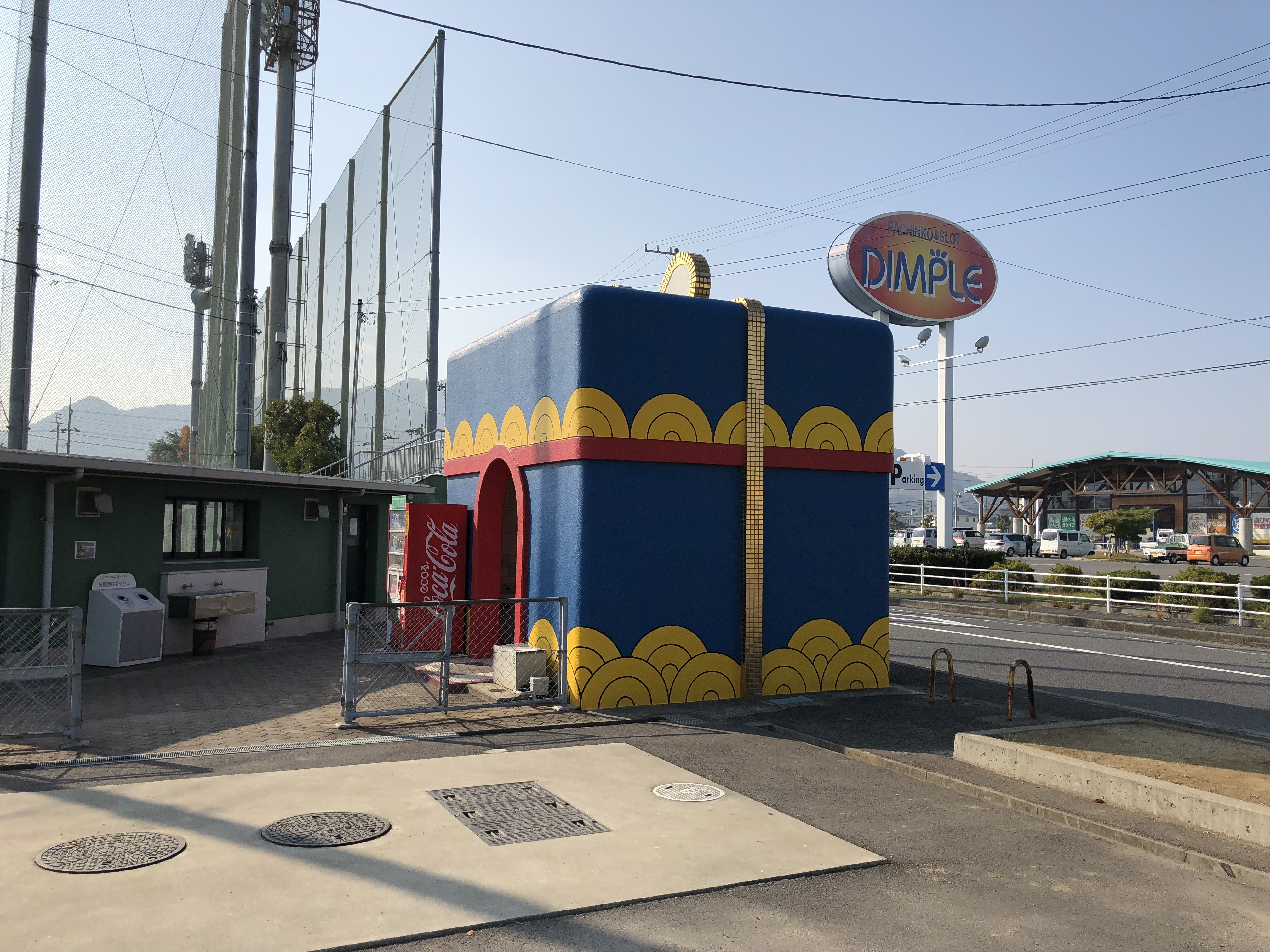
三豊市詫間町の公衆トイレ。玉手箱を模している。
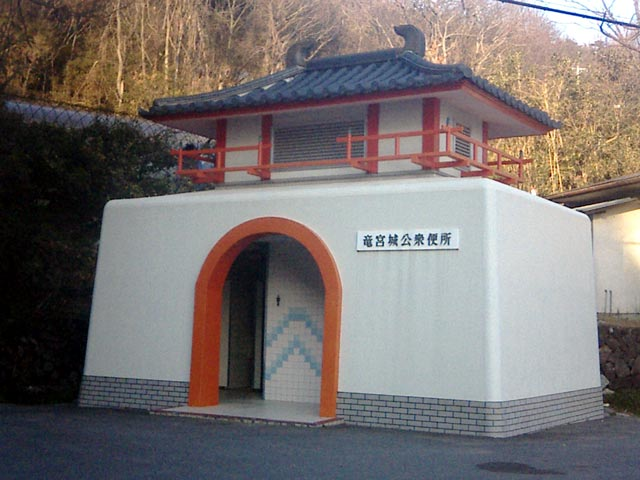
竜宮城公衆便所（荘内半島西側）

竜宮城や玉手箱を模した公衆トイレが存在する。

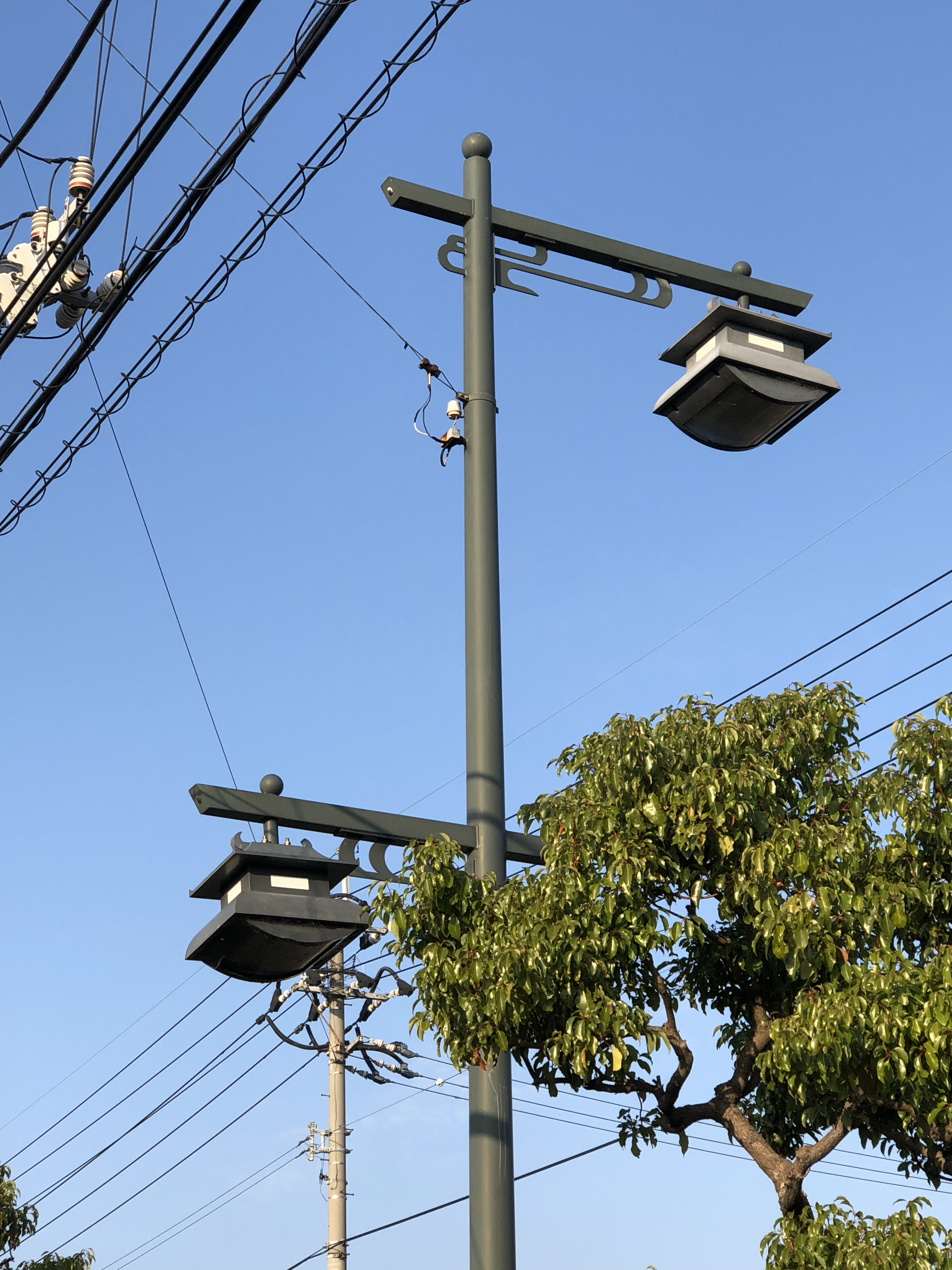
さぬき浜街道の街路灯。詫間町内の一部エリアのものは竜宮城を模している。

さぬき浜街道の三豊市詫間町松崎〜三豊市詫間町詫間は、街路灯が竜宮城を模したデザインになっている。

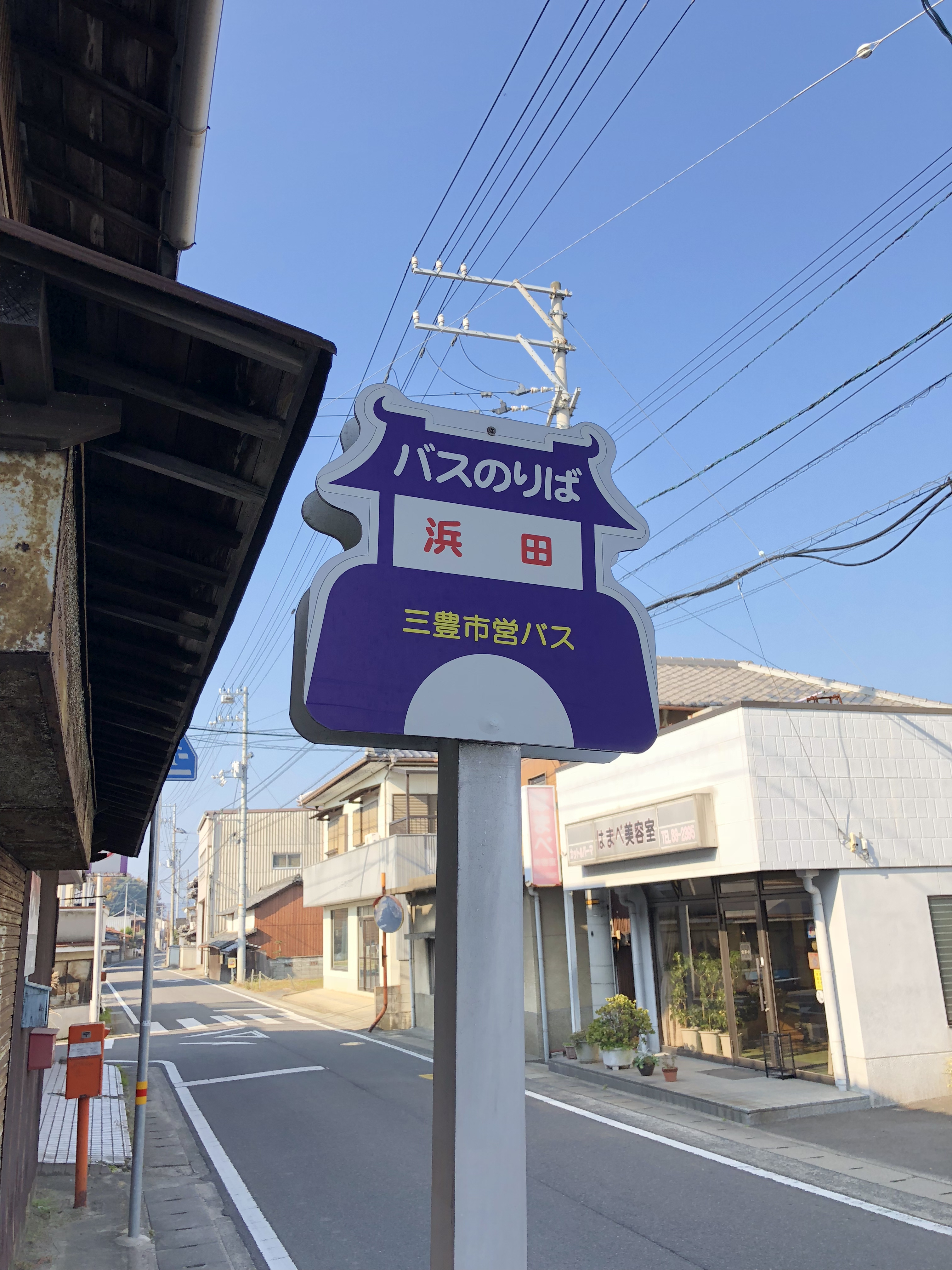
三豊市コミュニティバス停留所の標識。詫間町内にあるものは竜宮城を模している。

三豊市コミュニティバス停留所の標識で詫間町内にあるものは、竜宮城を模したプレートが採用されている。

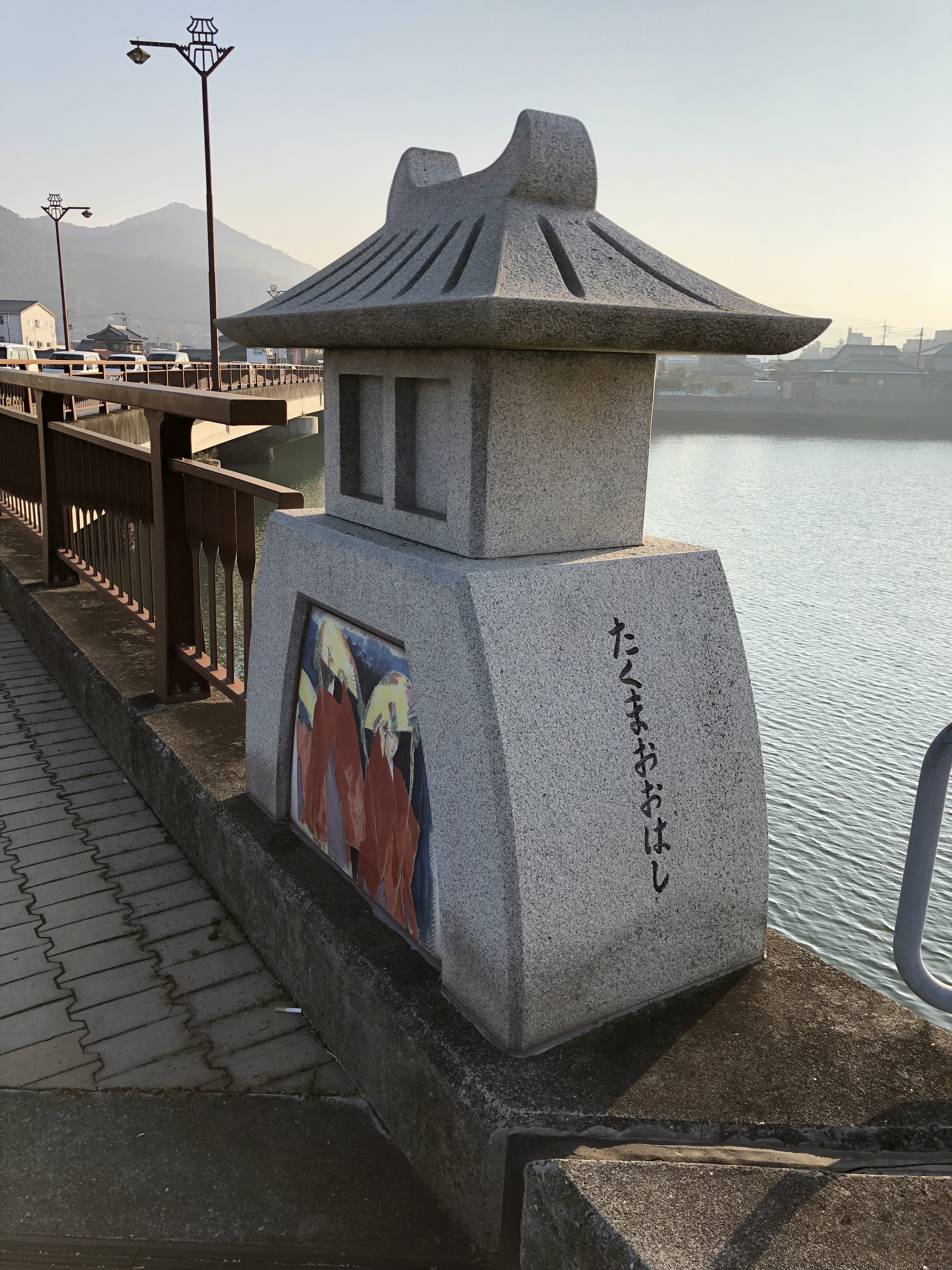
詫間大橋の親柱。竜宮城を模している。
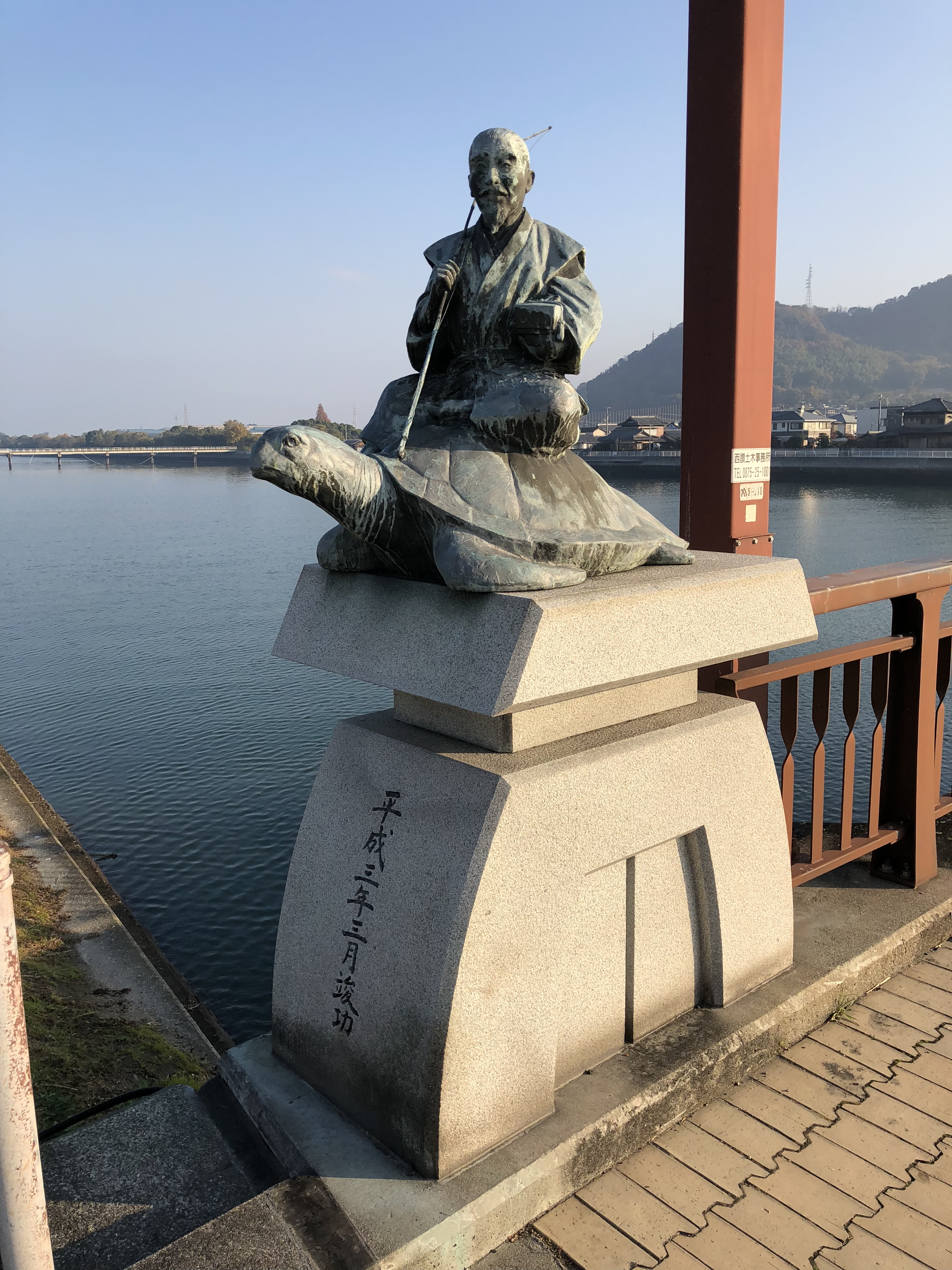
詫間大橋の親柱。浦島太郎像になっている。
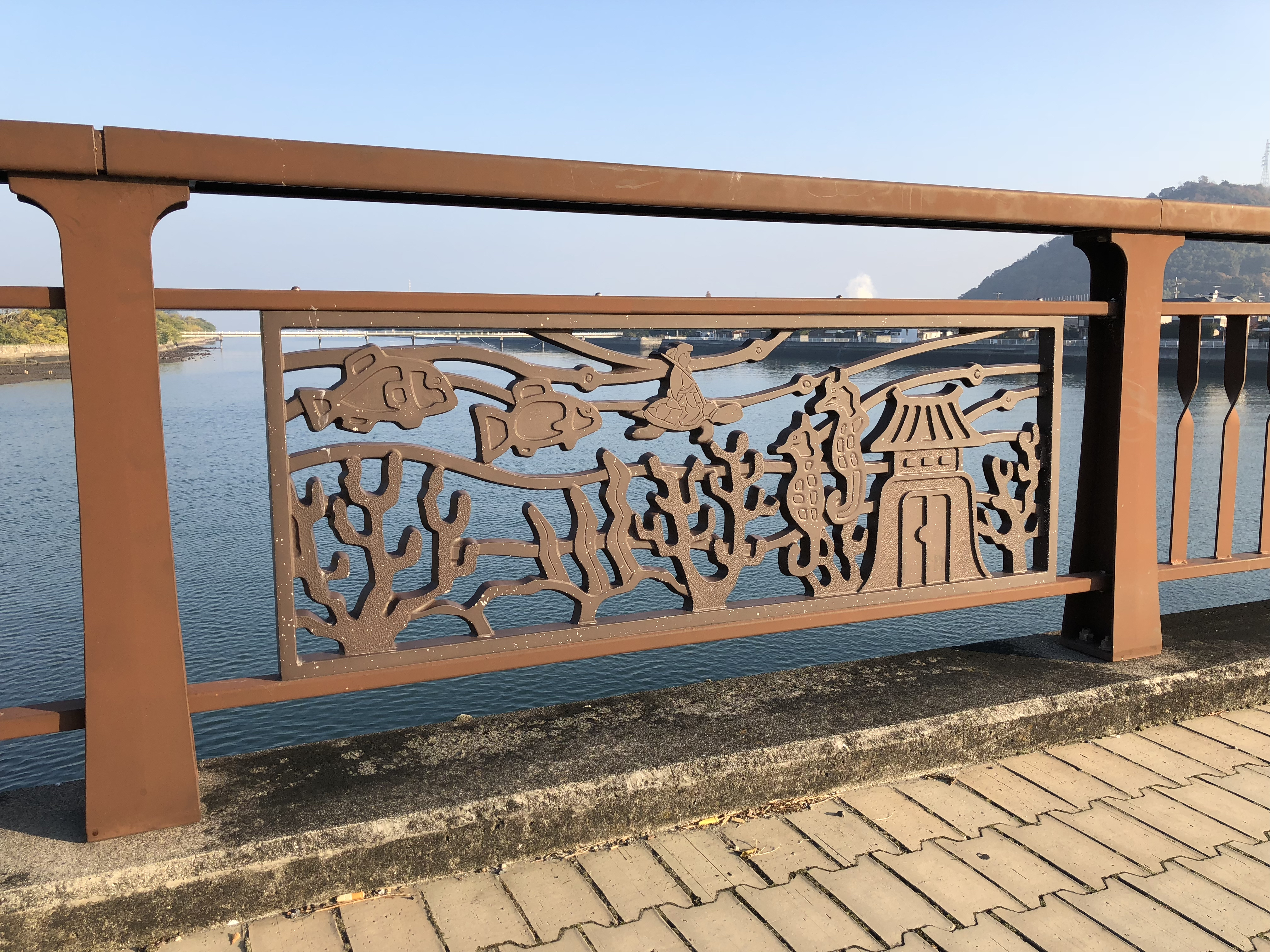
詫間大橋高欄。浦島太郎が亀にまたがり竜宮城に向かうシーンがデザインされている。
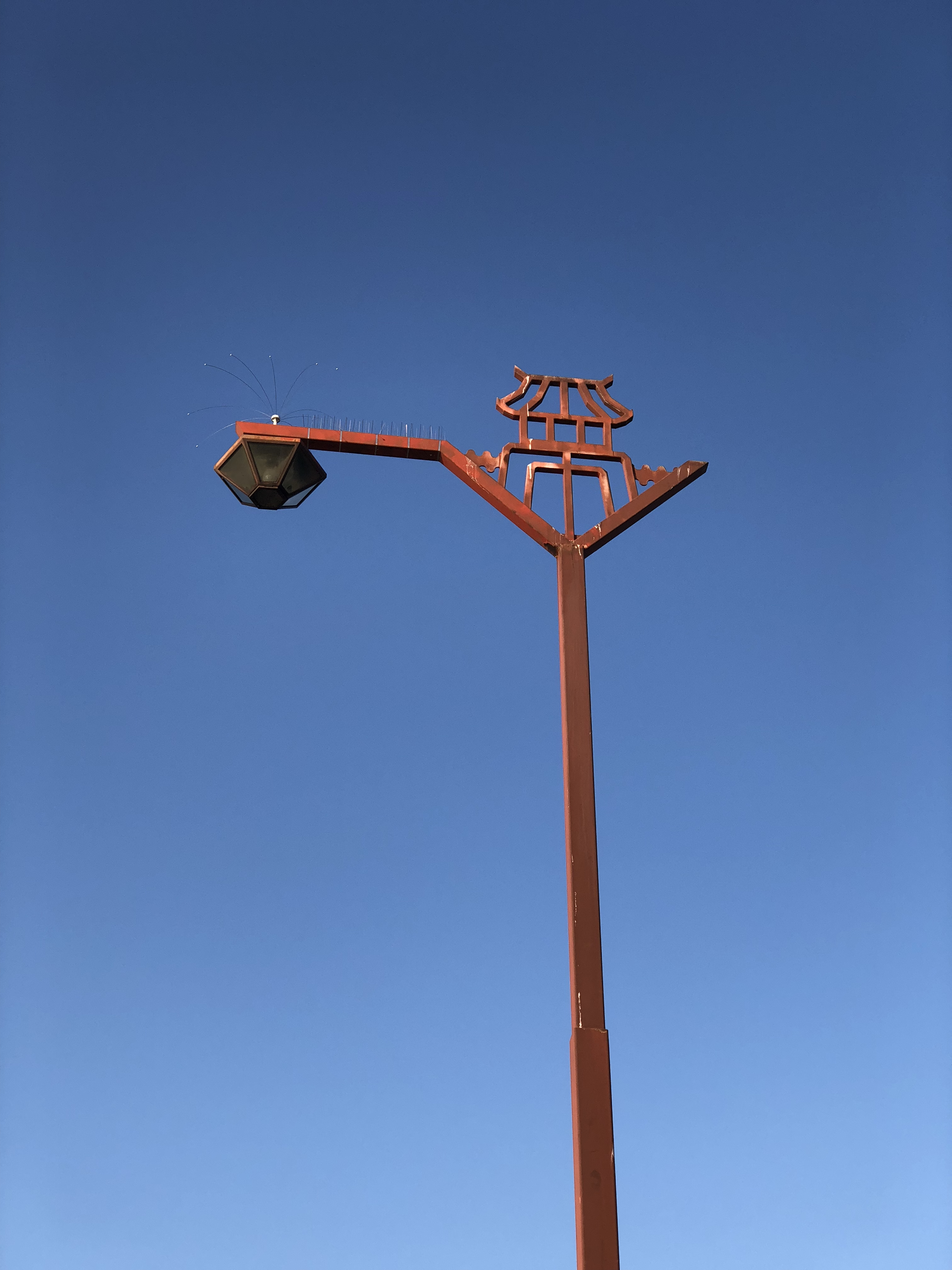
詫間大橋の街路灯。竜宮城を模している。

高瀬川 (香川県)にかかる詫間大橋においては、親柱が竜宮城と浦島太郎像に、高欄には太郎が亀にまたがり竜宮城に向かうシーンがデザインされており、街路灯は竜宮城を模した物となっている。

## 自治体交流
- 友好都市
  - 岡山県 岡山市
  - 神奈川県 南足柄市
  - アメリカ合衆国 タコマ市
- 姉妹都市
  - 徳島県 日和佐町
  - 岡山県 勝山町（現真庭市）

## 地域

### 教育

#### 保育所
- 須田保育所
- 詫間保育所
- 松崎保育所

#### 幼稚園
- 詫間幼稚園
- 松崎幼稚園

#### 小学校
- 三豊市立詫間小学校
- 三豊市立松崎小学校

#### 中学校
- 三豊市立詫間中学校

#### 高等専門学校
- 国立香川高等専門学校

### 医療

#### 病院
- 三豊市立永康病院

## 産業
- 港湾産業の誘致に成功し、臨海工業ゾーンを形成している。1970年に、香川県で3番目の貿易港に指定されている。
- 良好な漁港に恵まれ、漁業が盛んである。

### 施設
- たくまシーマックス
- 三豊市詫間町民俗資料館・考古館
- マリンウェーブ（三豊市文化会館）
- 三豊市立永康病院

## 交通

### 鉄道路線
- 四国旅客鉄道（JR四国）予讃線 詫間駅

### 道路
高速道路
町内に高速道路は走っていない
県道
- 主要地方道
  - 香川県道21号丸亀詫間豊浜線
  - 香川県道22号善通寺綾歌線
  - 香川県道23号詫間琴平線
- 一般県道
  - 香川県道231号詫間仁尾線
  - 香川県道232号紫雲出山線
  - 香川県道234号大浜仁尾線

### バス
- 三豊市コミュニティバス

### 連絡船
- 粟島汽船 (香川県)（粟島・志々島行き）

## 名所・旧跡・観光スポット・祭事・催事

### 観光
- 紫雲出山
- 紫雲出山遺跡
- フラワーパーク浦島
- 粟島海洋記念公園
- 鴨之越
- ル・ポール粟島
- 漂流郵便局

## 出身有名人
- 田村実造（京都大学教授）
- 尾崎智子（フルート奏者）
- 藤田輝雄（藤田組元社長）
- 田尾和俊（麺通団団長）
- 横山竹男（詫間村出身、基隆市尹、高雄市長）
- 野田弘（詫間村出身、作詞家。「小川楠一」名義で「香川県民歌」を作詞）
- 宮武将吾（RSKアナウンサー）

## ロケ地
- 映画『機関車先生』のロケが町内、粟島、志々島で撮影された[2]。
- 映画『きな子〜見習い警察犬の物語〜』のロケが平成21年9月〜10月にかけて箱地区の八昭園を中心に行われた[3]。